# Sand (Tankred Dorst)

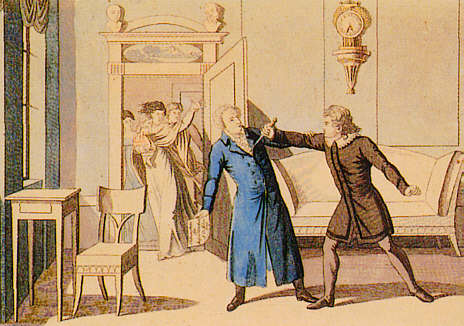
Sand ermordet Kotzebue.
Kolorierter Kupferstich anno 1820, wahrscheinlich von Johann Michael Voltz

Sand ist ein Szenarium von Tankred Dorst, nach dem 1971 im WDR unter der Regie von Peter Palitzsch ein TV-Film produziert und am 26. Oktober desselben Jahres in der ARD gesendet wurde.
Thema des Films ist der Mord an dem Schriftsteller August von Kotzebue durch den Burschenschafter Carl Sand am 23. März 1819.

## Historischer Hintergrund
1817 hatten im Zusammenhang mit den Befreiungskriegen vaterländisch gesinnte deutsche Studenten auf dem Wartburgfest das Buch „Geschichte des deutschen Reichs“ von Kotzebue verbrannt, in dem Kotzebue sich über die Burschenschafter und ihre Ideen lustig gemacht hatte.

## Inhalt
In 68 Szenen wird das Leben Sands über die Stationen Jena, Wunsiedel, Erfurt, Eisenach, Frankfurt am Main, Darmstadt, Lorsch nach Mannheim vorgestellt. Unterbrochen werden die Szenen mit Ausblicken auf das Ende seiner Lebensgeschichte.
Jena:
Sand nimmt die aufwiegelnden Reden des radikalen Studentenführers Karl Follen ernst, der unterschwellig zu Gewalttaten und Mord aufruft. Gemeinsam mit zwei weiteren Studenten sucht Sand das Schlachtfeld bei Jena auf. Zurück in seinem Studentenzimmer heftet Sand seine Hand mit einer langen Nadel auf die Tischplatte. In einem Hörsaal der Universität unterrichtet ein Professor die Studenten in Anatomie, und Sand, der Theologie studiert, schaut sich die Sezierung einer Leiche an.
Bevor Sand in Richtung Mannheim aufbricht, schreibt er seiner Mutter einen Abschiedsbrief nach Wunsiedel, in dem er beteuert, er tue seine Pflicht.
Eisenach: Sand führt die Mitreisenden auf die Wartburg, stößt aber bei ihnen auf kein Verständnis für seine Ideale.
Frankfurt am Main:
In einer Buchhandlung zündet Sand in Anwesenheit des gleichgültigen Buchhändlers Koetzebues Buch an.
Darmstadt:
In den Wiesen vor der Stadt freundet sich Sand mit der 15-jährigen, frühreifen Anna an und geht mit ihr in eine Scheune. Auf dem Melibocus notiert er auf dem Türpfosten zum Turm unter seinem Namen und das Datum 20. März 1819.
Mannheim:
Beim Staatsrat Kotzebue lässt sich Sand unter dem Namen Heinrichs aus Mietau melden. Sand glaubt, Kotzebue würde einen einfachen Studenten aus Jena nicht empfangen, allerdings aber einen Landsmann aus Mietau. Sand ersticht Kotzebue, der sich nicht wehrt, gleich nach dem ersten Wortwechsel. Sand will sich anschließend selbst töten,  verletzt sich mit dem Dolch aber nur lebensgefährlich. Als Sand ein Jahr später in Mannheim exekutiert wird, ist er immer noch so schwach, dass er vor der Hinrichtung auf einen Stuhl gesetzt werden muss. Es geht die Legende, Leute hätten sich später Splitter – quasi als Reliquie – aus dem Stuhl herausgeschnitten.

## Hörspiel
- 1973: BR „Sand – Ein Attentäter“. Regie: Heinz von Cramer. Mit Ernst Jacobi als Sand und Franz Kutschera als Kotzebue.[1]